# Кајли Џенер
Кајли Кристен Џенер (енгл. Kylie Kristen Jenner; Лос Анђелес, 10. август 1997) америчка је медијска личност, манекенка и предузетница. Од 2007. до 2021. појављивала се у ријалити-емисији У корак са Кардашијанима, а потом од 2022. у емисији Кардашијани. Оснивачица је и власница козметичког предузећа Kylie Cosmetics. Једна је од најпраћенијих жена на платформи Instagram.

## Биографија
Године 2012, када је имала 14 година, сарађивала је са брендом одеће PacSun заједно са својом сестром, Кендал, и креирала линију одеће, „Kendall & Kylie”. Године 2015, Џенерова је покренула сопствену линију козметике, под називом Kylie Lip Kits, која је следеће године преименована у Kylie Cosmetics. Са сестром је такође објавила мобилну апликацију која је достигла прво место на iTunes-овом App Store-у, под називом Kendall and Kylie.
Године 2014. и 2015, часопис Time уврстио је сестре Џенер на своју листу најутицајнијих тинејџера на свету, наводећи њихов значајан утицај међу младима на друштвеним медијима. Од 23. септембра, са више од 270 милиона пратилаца, она је најпраћенија жена на Instagram-у. Године 2017, Џенерова је стављена на листу Forbes Celebrity 100, што ју је учинило најмлађом особом која се налази на листи. Џенерова је глумила у сопственој спиноф серији, Кајлин живот, чија је премијера била 6. августа 2017. године на E!-ју. У новембру 2018. године, New York Post ју је прогласио за најутицајнију славну личност у модној индустрији.
Према Forbes-у из 2019, нето вредност Џенерове процењена је на милијарду долара, што ју је, са 21. годином, чинило најмлађом милијардерком на свету од марта 2019. године, иако је појам њене самосталности постао предмет контроверзе, због њеног привилегованог порекла. Међутим, Forbes је у мају 2020. објавио изјаву у којој је Џенерова оптужена да је фалсификовала пореске документе како би се појавила као милијардерка. Публикација ју је такође оптужила за измишљање цифара о приходима за Kylie Cosmetics.

## Филмографија

### Телевизија
| Година      | Српски назив                    | Изворни назив                        | Напомене                               | Реф.          |
| ----------- | ------------------------------- | ------------------------------------ | -------------------------------------- | ------------- |
| 2007—2021.  | У корак са Кардашијанима        |                                      | главна улога                           | [ 16 ]        |
| 2010, 2013. | Кортни и Клои освајају Мајами   | Kourtney and Khloé Take Miami        | 2. епизоде                             | [ 17 ] [ 18 ] |
| 2012.       | Следећи топ-модел Америке       |                                      | епизода: „Крис Џенер”                  | [ 19 ]        |
| 2012.       |                                 |                                      | епизода: „Пилот”                       | [ 20 ]        |
| 2014.       |                                 |                                      | епизода: „Кендал и Кајли и Гари Овенс” | [ 21 ]        |
| 2014.       |                                 |                                      | водитељка                              |               |
| 2014.       | Кортни и Клои освајају Хемптонс | Kourtney and Khloé Take The Hamptons | 1. епизода                             | [ 22 ]        |
| 2014.       | Шегачење                        |                                      | епизода: „Кендал и Кајли Џенер”        | [ 23 ]        |
| 2015—2016.  | Ја сам Кејт                     |                                      | 3 епизоде                              | [ 24 ]        |
| 2015.       |                                 |                                      | епизода: „Живот”                       | [ 25 ]        |
| 2017.       | Кајлин живот                    | Life of Kylie                        | главна улога                           | [ 26 ]        |
| 2020.       | Џастин Бибер: Годишња доба      |                                      | камео улога                            | [ 27 ]        |

### Музички спотови
| Година | Назив           | Извођач                       | Улога             | Реф.   |
| ------ | --------------- | ----------------------------- | ----------------- | ------ |
| 2013.  | „”              |                               | симпатија         | [ 28 ] |
| 2014.  | „”              | PartyNextDoor и Дрејк         | себе              |        |
| 2014.  | „”              | Џејден Смит                   | себе              |        |
| 2015.  | „”              |                               | симпатија         | [ 29 ] |
| 2015.  | „”              | [ 30 ]                        | симпатија         |        |
| 2015.  | „”              | Жистин Скај и                 | певачица караокеа |        |
| 2016.  | „”              |                               | симпатија         |        |
| 2017.  | „” (необјављен) | Tyga, Канје Вест                  | себе              |        |
| 2018.  | „”              | Травис Скот                   | златни анђео      | [ 31 ] |
| 2020.  | „”              | Аријана Гранде и Џастин Бибер | себе              |        |
| 2020.  | „”              | Карди Би и                    | себе              |        |

### Филм
| Година | Српски назив | Изворни назив | Улога | Напомене    | Реф.   |
| ------ | ------------ | ------------- | ----- | ----------- | ------ |
| 2018.  | Оушнових 8   |               | себе  | камео улога | [ 32 ] |